# Ioan Dănescu
Ioan Dănescu (n. 1892, Socetu, jud. Teleorman – d. 27 octombrie 1941)  a fost un general român, care a luptat în cel de-al Doilea Război Mondial. În dimineața zilei de 1 octombrie 1941, artileria sovietică a bombardat postul de comandă al Brigăzii 8 Cavalerie, aflat în apropierea localității Veseloe (Ucraina). Comandantul brigăzii, Ioan Dănescu, a fost rănit grav, a fost transportat la Spitalul de Campanie din localitatea Alexandrovka, unde a murit a doua zi.
A îndeplinit funcția de comandant al Brigăzii 8 Cavalerie (12 iunie - 27 octombrie 1941). Colonelul Dănescu a fost ucis la data de 2 octombrie 1941 de un foc de artilerie pe frontul sovietic, fiind înaintat post-mortem la gradul de general de brigadă.

## Decorații
- Ordinul „Steaua României” în gradul de ofițer (8 iunie 1940)[3]

## Legături externe
- Generals.dk - Dănescu Ioan, Brigadier-General (1892 – 1941)